# Chalybion gredleri
Chalybion gredleri là một loài côn trùng cánh màng trong họ Sphecidae, thuộc chi Chalybion. Loài này được Kohl miêu tả khoa học đầu tiên năm 1918.